# Pfisterstraße
Die Pfisterstraße in München liegt in der Altstadt und verläuft vom abknickenden Hofgraben nach Osten bis zum Platzl.

## Geschichte
Die Straßenbezeichnung Pfisterstraße stammt aus der einstigen herzoglichen Hofpfisterei und der damit verbundenen Pfistermühle, die auch herzogliche Tarantz- beziehungsweise Taratsmühle genannt wurde. Das Mühlrad wurde durch den Pfisterbach angetrieben. Der Pfisterbach verläuft inzwischen unterirdisch, mit der Überwölbung entstand die Sparkassenstraße. Die Pfisterei – als Bezeichnung für eine Hofbäckerei – stammt aus dem Italienischen Pistor, beziehungsweise Pistrina. Die Pfisterei kam 1331 in den Besitz des Hofes. In der Schlacht bei Mühldorf/Ampfing gegen Friedrich dem Schönen im Jahr 1322 retteten die tapferen Münchener Pfister (Bäcker) den hart bedrängten König Ludwig den Bayern. Zu Ehren dieser Tat dürfen sie seitdem den Reichsadler im Zunftwappen führen. Zu Erinnerung daran befindet sich der Adler über der Passage an der Hofpfisterei.

## Lage
Die Pfisterstraße verläuft vom abknickenden Hofgraben nach Osten, kreuzt die Sparkassenstraße und geht in eine Fußgängerzone bis zum Platzl über. In der Pfisterstraße reihen sich wunderschöne Altmünchner Bürgerhäuser, klassizistisch und im Neorenaissance-Stil, mit malerischen Erkern, Giebel und plastischem Dekor. Am Ende der Pfisterstraße schließt sich das Orlando-Haus am Platzl an.

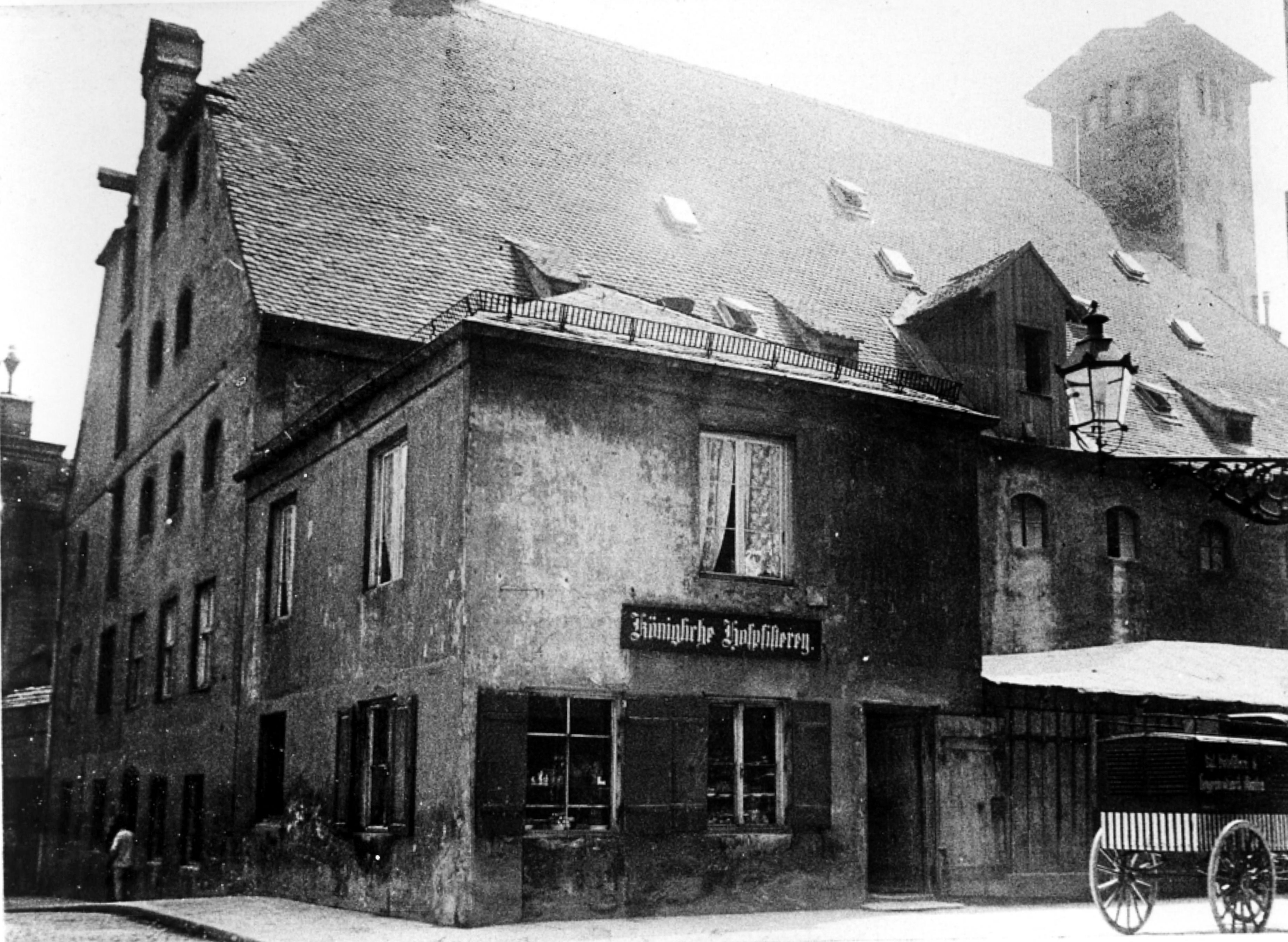
Pfistermühle (1897); im Krieg zerstört
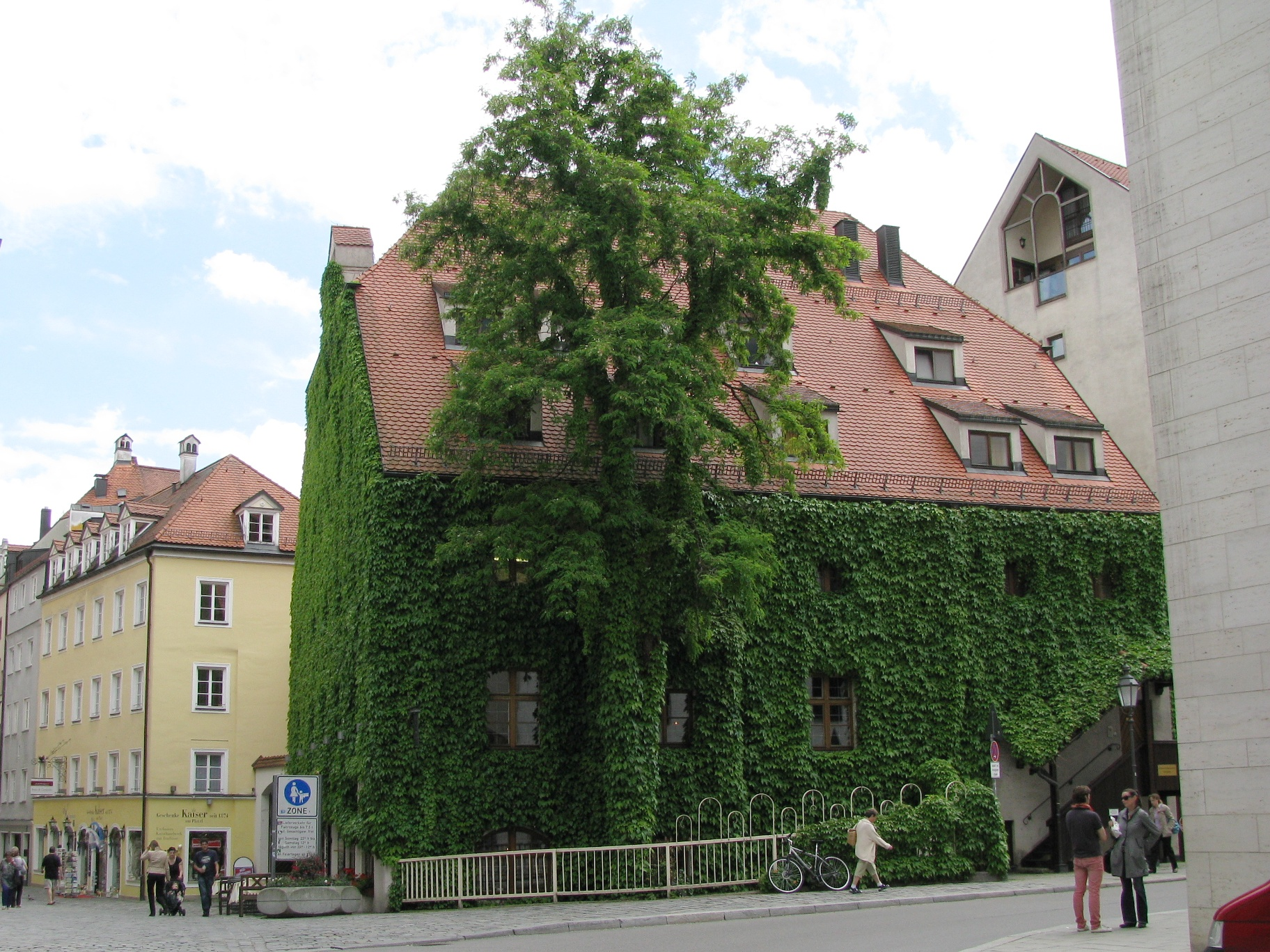
Pfistermühle nach der Wiederherstellung 1987/88
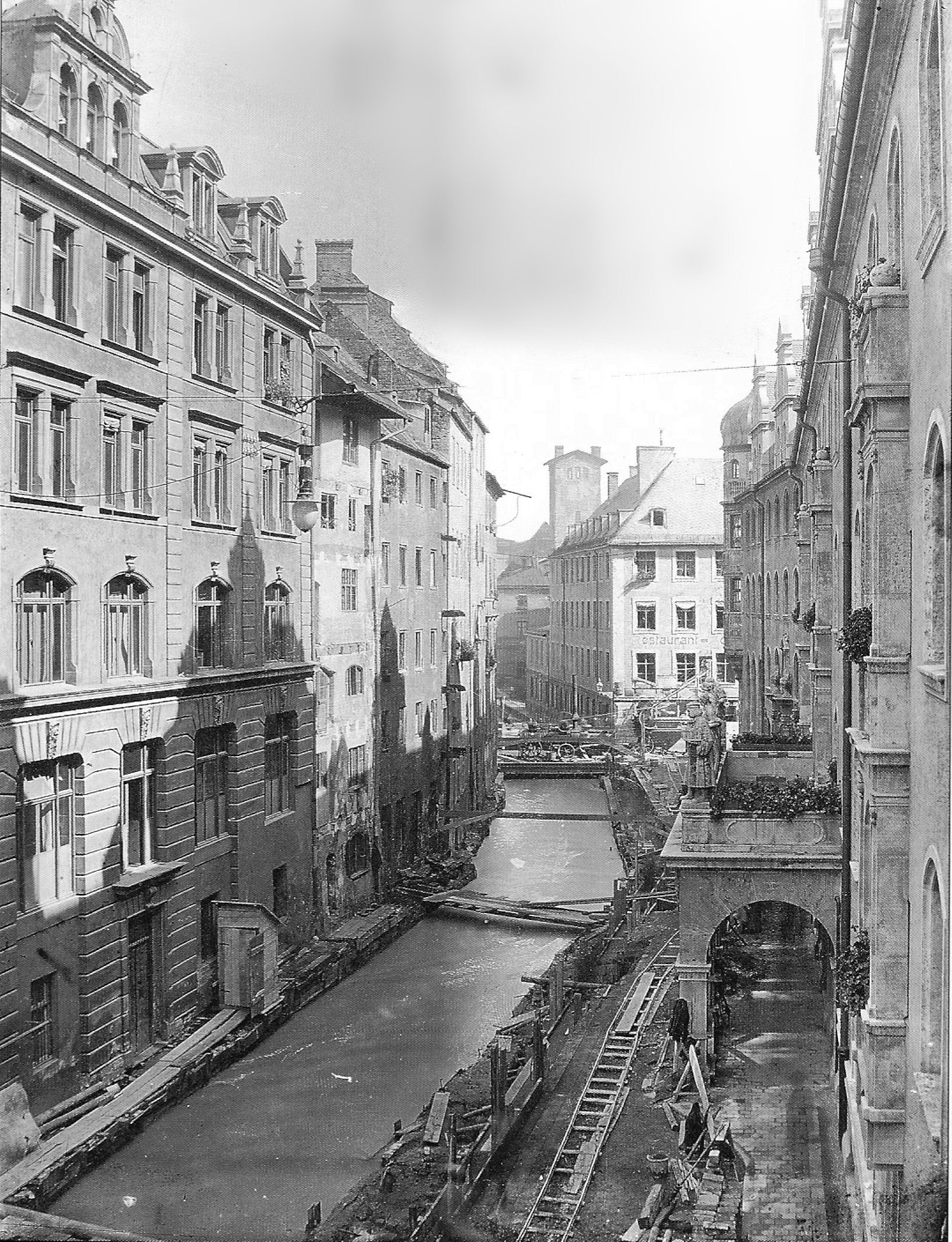
Pfisterbach (1907); heute: Sparkassenstraße
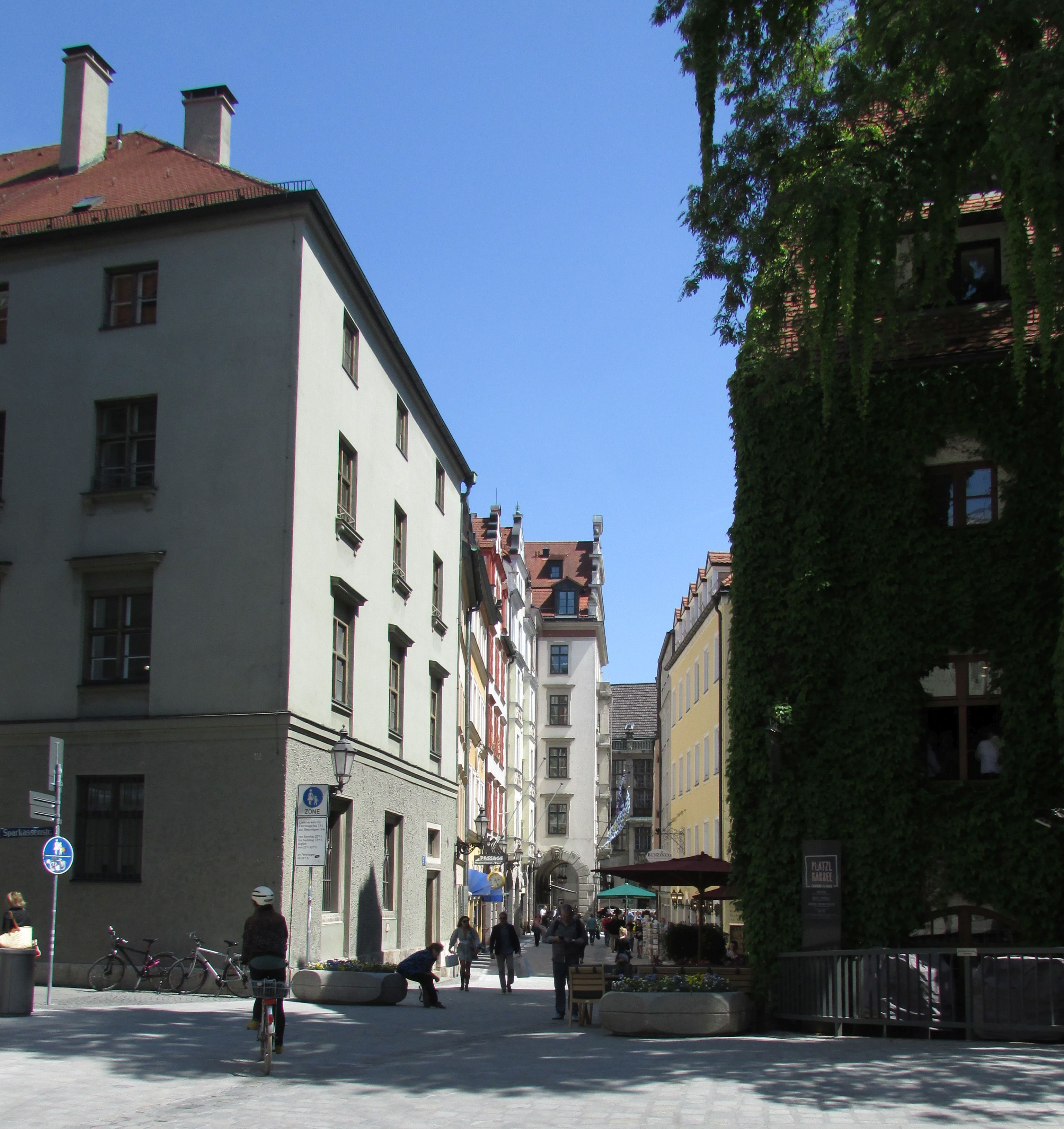
Pfisterstraße Richtung Platzl an der Kreuzung Sparkassenstraße
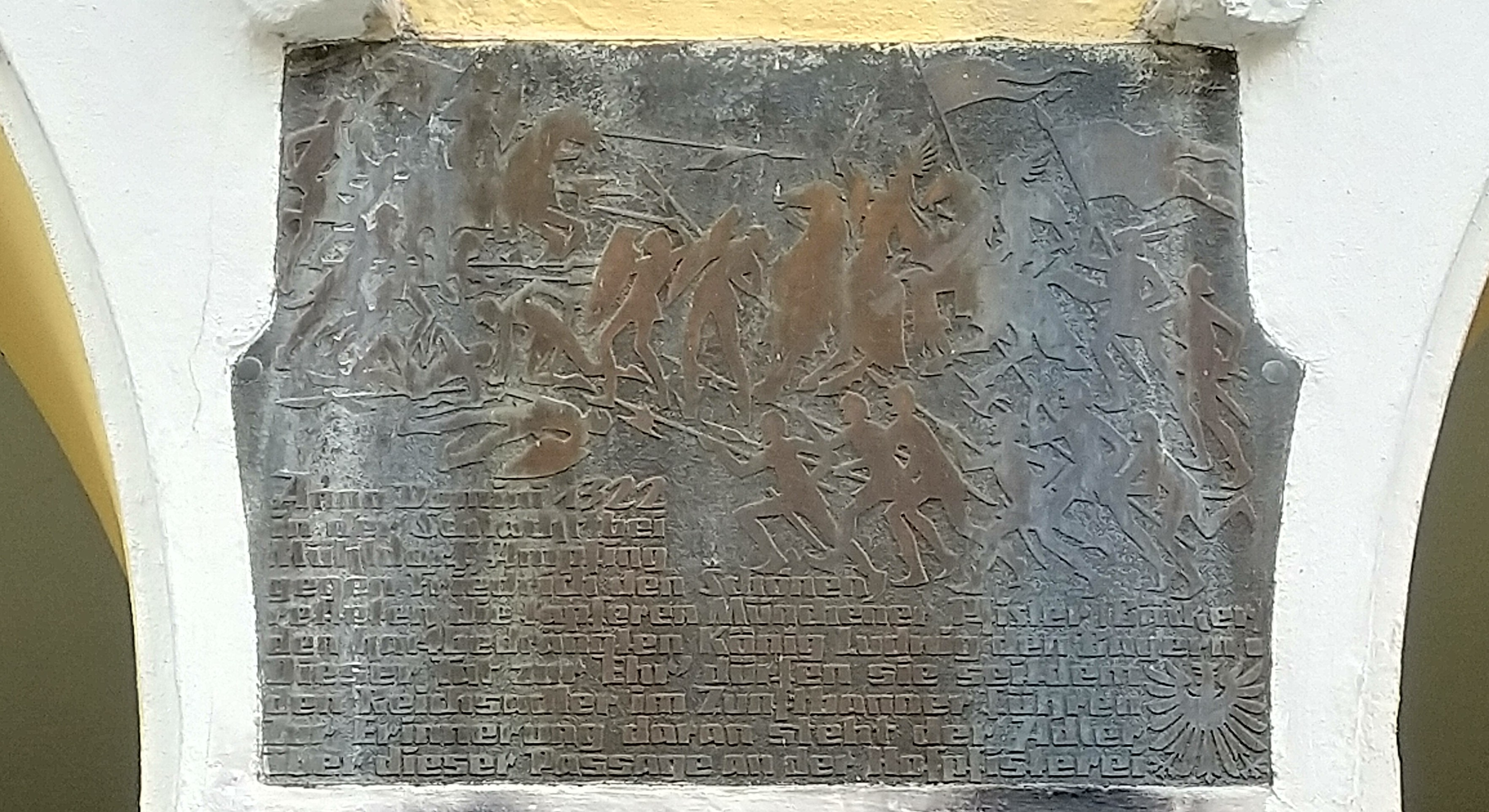
Gedenktafel in der Pfisterstraße Nr. 7 an die Rettung des Königs Ludwig den Bayern
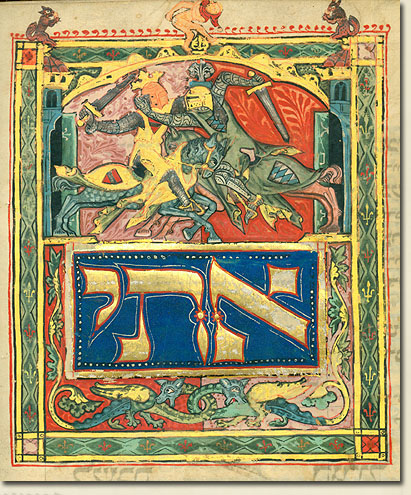
Die Schlacht von Mühldorf wird in einer jüdischen Handschrift als Zweikampf zwischen Ludwig den Bayern und Friedrich dem Schönen dargestellt.
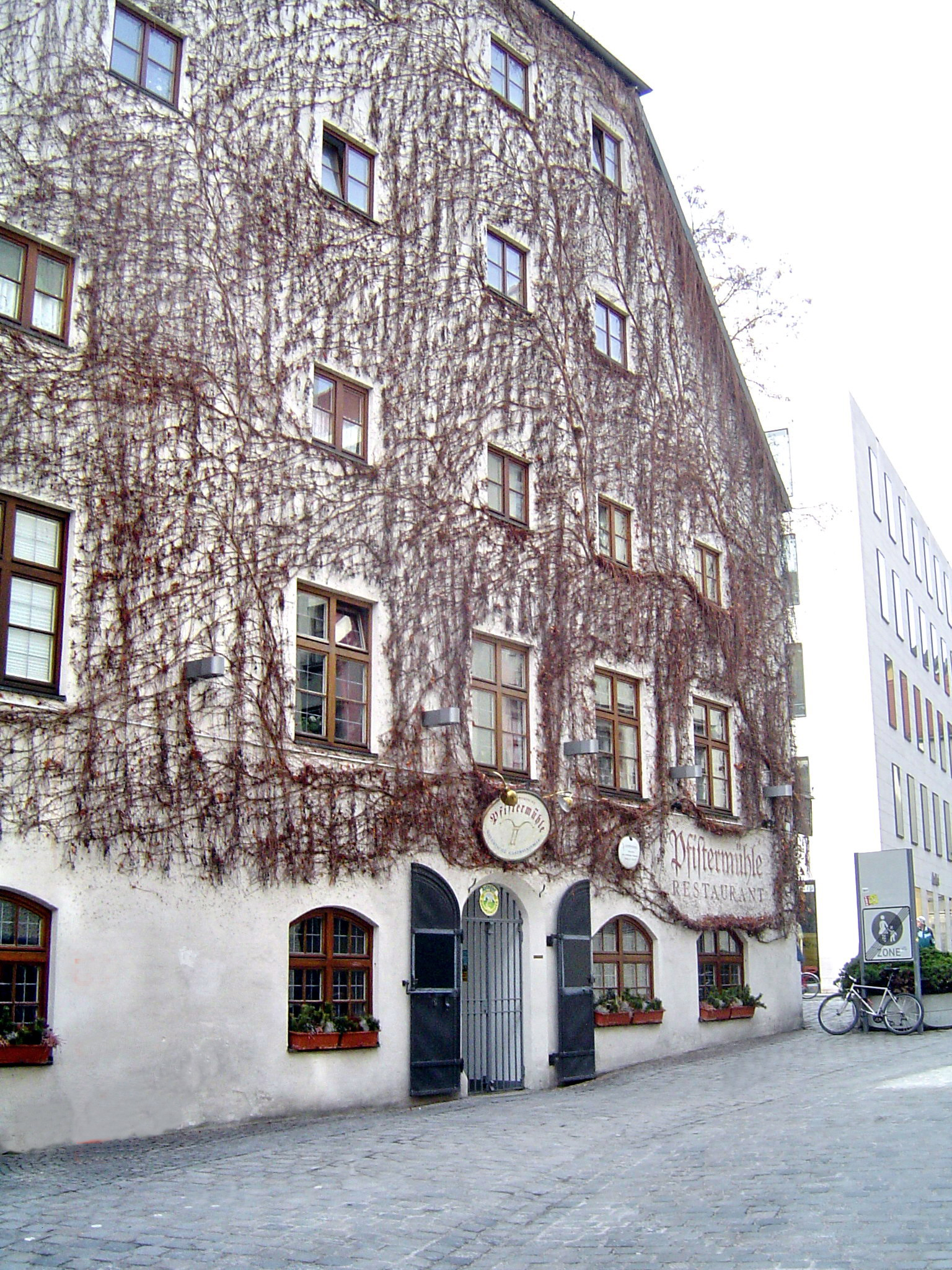
Pfistermühle
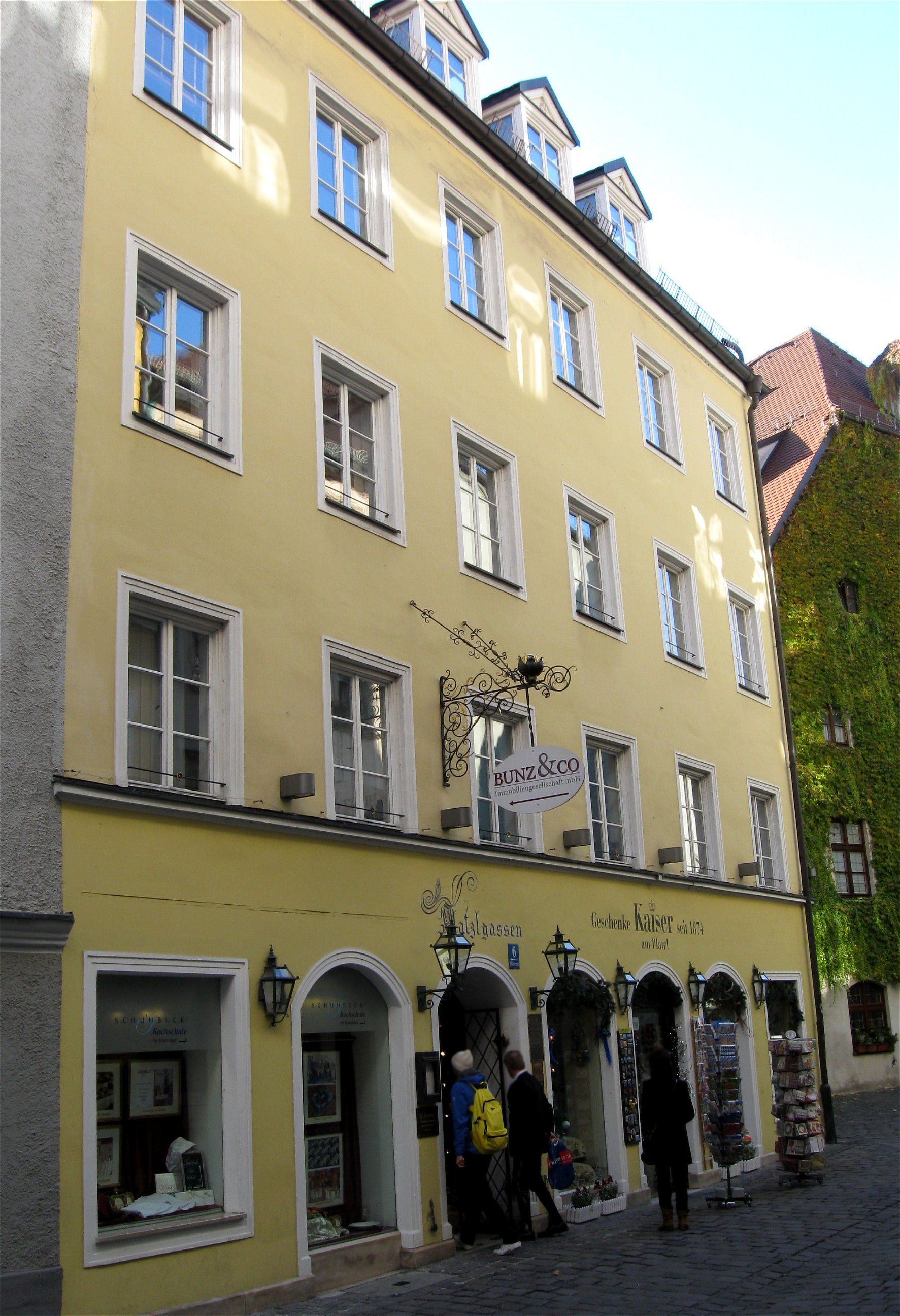
Pfisterstraße Nr. 6
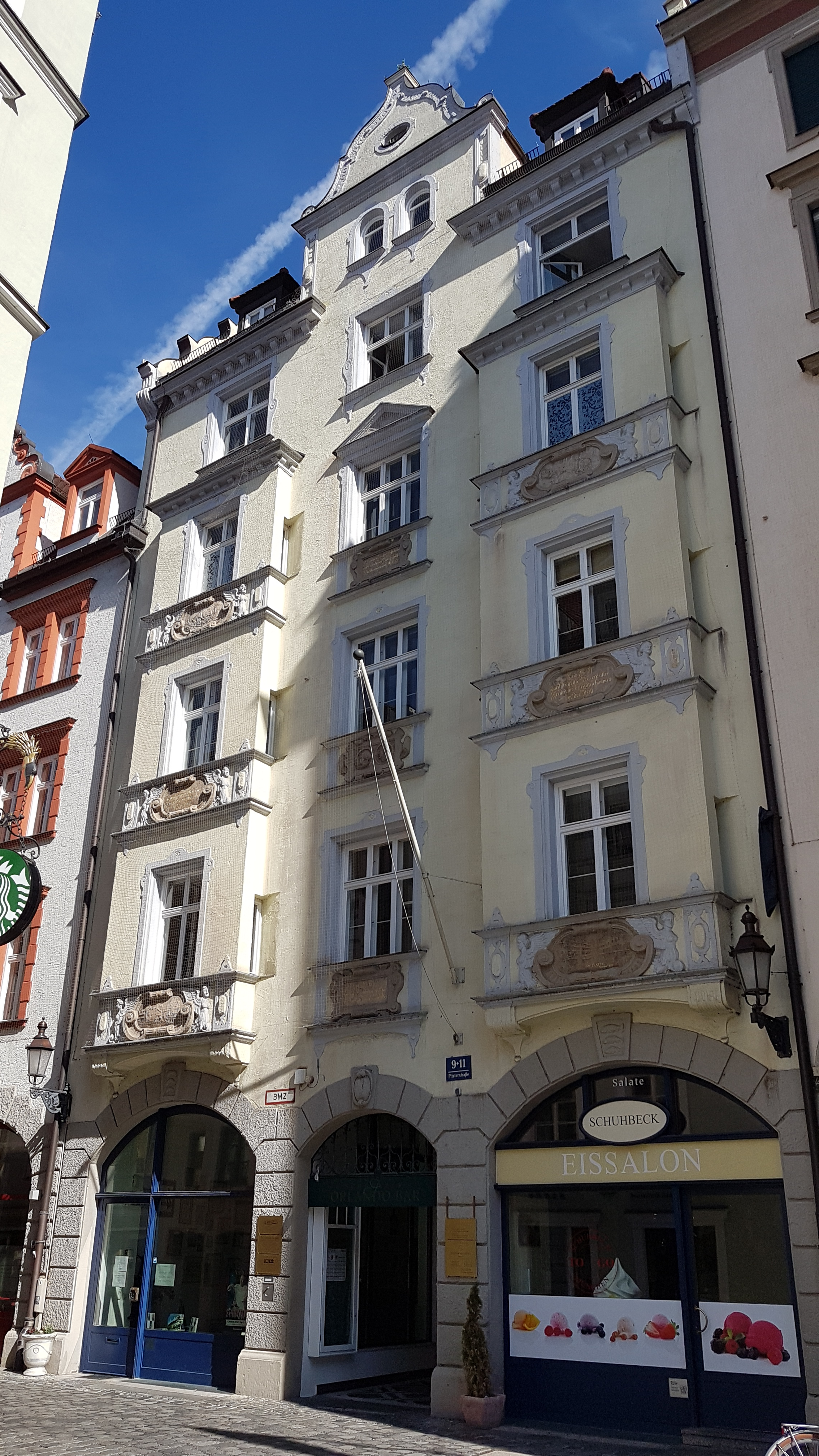
Pfisterstraße Nr. 9–11
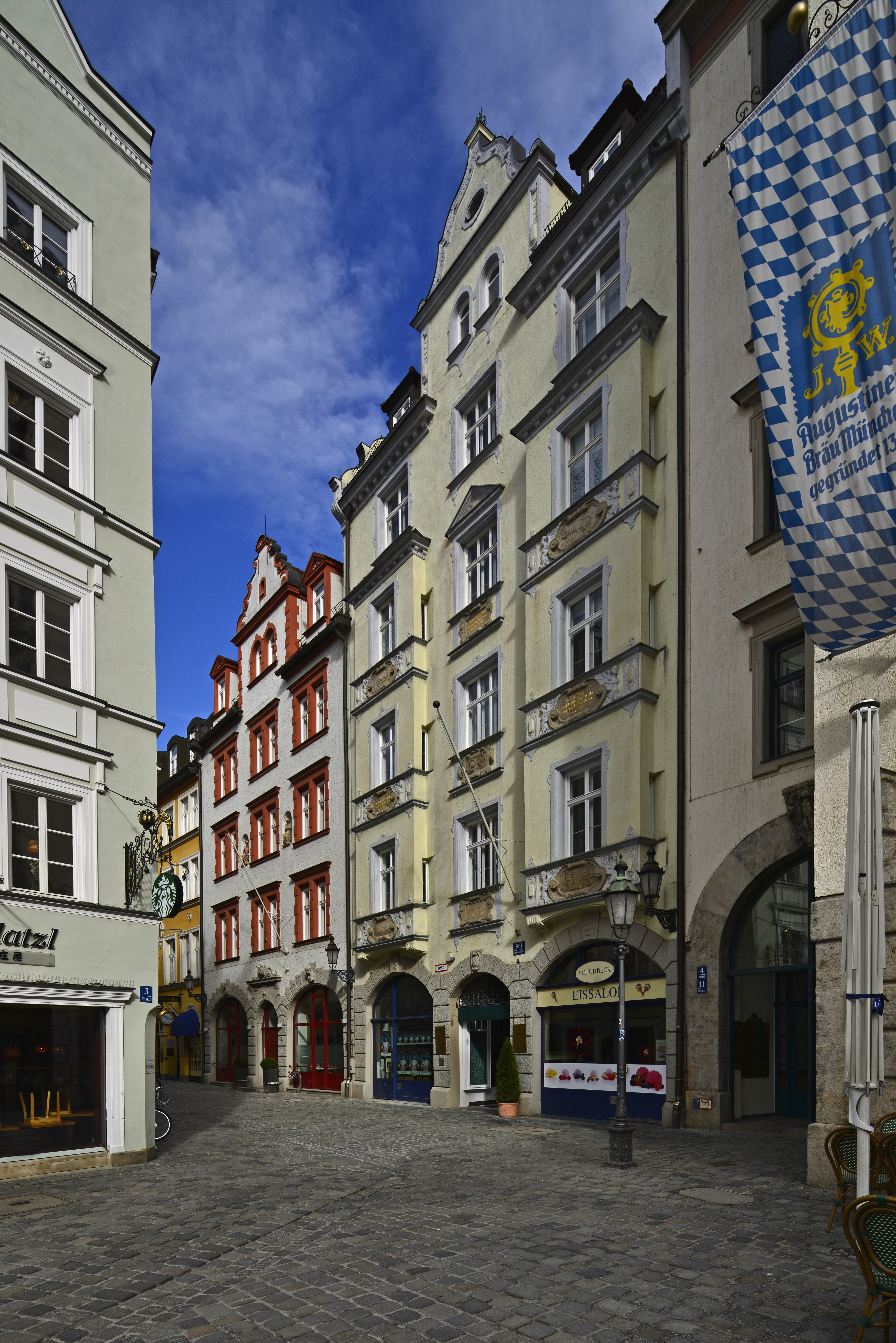
Pfisterstraße vom Platzl aus gesehen
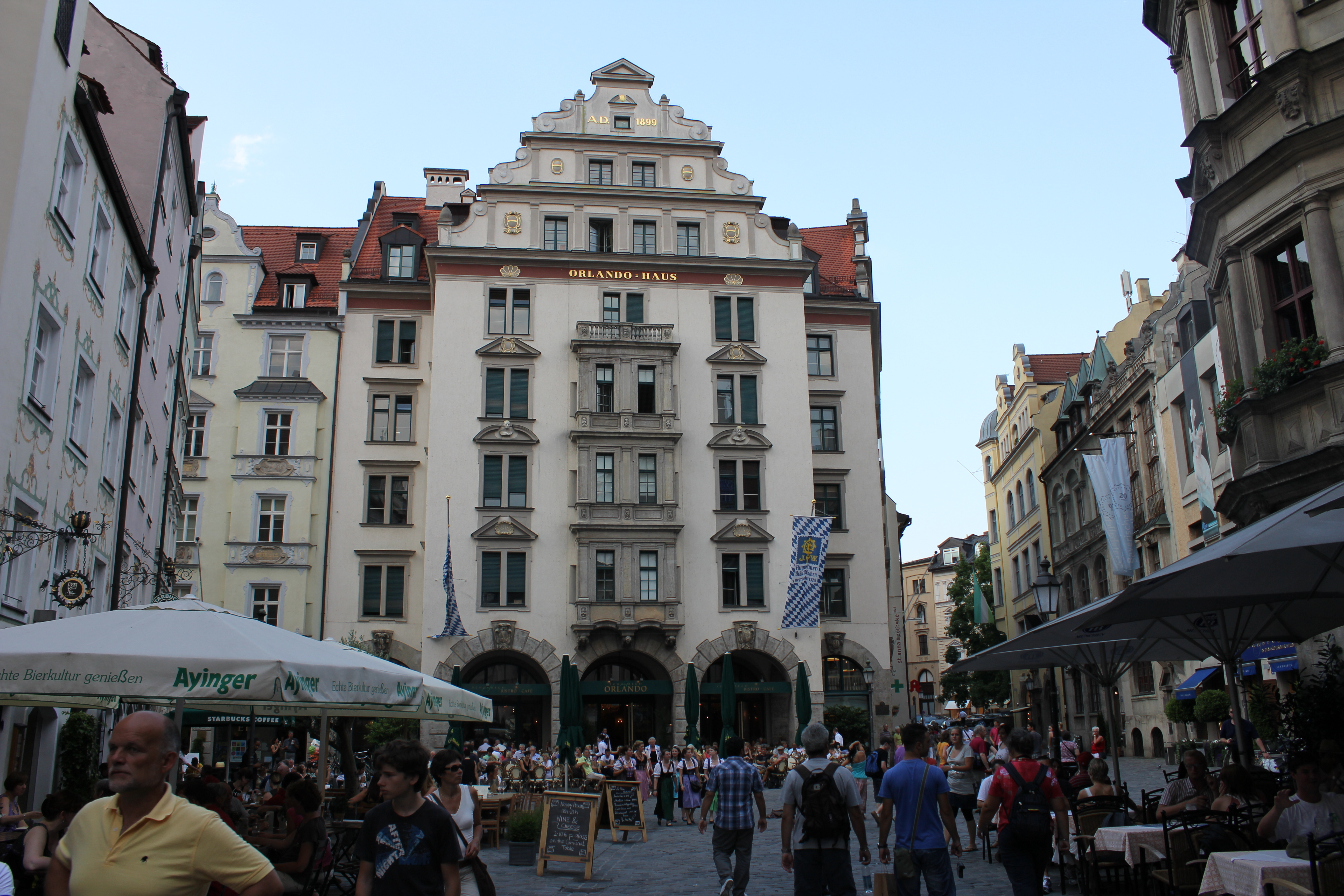
Orlando-Haus